# GenBank
GenBank är en öppen tillgång databas över genetiska sekvenser, den startades på 80-talet från en tidigare databas på Los Alamos National Laboratory, och har 2018 växt till att innehålla över 200 miljoner sekvenser. 